# Aino Kallunki
Aino Kallunki (ur. w XX wieku) – fińska biathlonistka. W Jej największym sukcesem było zajęcie trzeciego miejsca w klasyfikacji generalnej pierwszej edycji Pucharu świata w sezonie 1982/1983. Wyprzedziły ją tylko dwie Norweżki: Gry Østvik i Siv Bråten. Dwukrotnie stawała na podium w szwedzkim Falun: wygrała sprint na 5 km oraz zajęła trzecie miejsce w biegu indywidualnym za Østvik i Bråten. Aż do sezonu 2010/2011, w którym najlepsza okazała się Kaisa Mäkäräinen Kallunki była jedyną fińską biathlonistką, która uplasowała się w pierwszej trójce klasyfikacji końcowej PŚ. W 1984 roku wystartowała na mistrzostwach świata w Chamonix, gdzie razem z Tuulą Ylinen i Ailą Flyktman zajęła czwarte miejsce w sztafecie, przegrywając walkę o brązowy medal z reprezentantkami USA. W startach indywidualnych zajęła 21. miejsce w biegu indywidualnym oraz 25. w sprincie. Na rozgrywanych trzy lata później mistrzostwach świata w Lahti zajęła odpowiednio dziesiąte i siedemnaste miejsce.